# ان‌جی‌سی ۵۴۷۳
ان‌جی‌سی ۵۴۷۳ (انگلیسی: NGC 5473) یک کهکشان عدسی شکل در صورت فلکی دب اکبر است. این کهکشان در ۱۴ آوریل ۱۷۸۹ توسط ستاره شناس ویلیام هرشل کشف شد.